# Park Generała Władysława Andersa we Wrocławiu
Park Generała Władysława Andersa – park miejski zlokalizowany we Wrocławiu, w rejonie ulic: Kamiennej, Borowskiej, Ślężnej oraz Wieczystej. Jego obecna nazwa obowiązuje na podstawie Uchwały Rady Miejskiej Wrocławia z dnia 9 października 1993 roku (nr LXXI/454/93) w sprawie nazw parków i terenów leśnych istniejących we Wrocławiu. Na terenie parku znajdują się m.in. dwa place zabaw. Sieć alejek w parku przypomina układ spotykany na cmentarzach.
Na podstawie Uchwały Rady Miejskiej Wrocławia z dnia 23 listopada 1996 roku (nr XXXI/351/96) w sprawie przyjęcia programu rozwoju turystyki we Wrocławiu stanowi część ciągu zieleni określanego jako „trasa południowa” lub „zielony klin” (wraz ze Wzgórzem Andersa, Małą Sobótką, Parkiem Skowronim i Parkiem Południowym).

## Historia
Na terenie obecnego parku w przeszłości znajdowała się Nowa Wieś (śr.-wys.-niem. Nova Willa). Pierwsze wzmianki o tej osadzie pochodzą z 1346 r. Jej nazwa została zmieniona w 1353 r. na Glinianki (śr.-wys.-niem. Leimgrouben). W 1744 r. połowa wsi została nazwana Huby (śr.-wys.-niem. Huben). Jej mieszkańcy utrzymywali się głównie z warzywnictwa. W 1862 r. powstał tutaj pierwszy cmentarz. W 1868 r. Huby stały się częścią Wrocławia. Na terenie obecnego parku powstawały kolejne cmentarze kilku wrocławskich parafii, m.in.: Bożego Ciała, św. Doroty, św. Marii Magdaleny, św. Maurycego oraz Ewangelicznego Kościoła Reformowanego. Cmentarze te widnieją jeszcze na planach miasta z 1930 r. Do 1939 r. cmentarze były ogrodzone, natomiast ich infrastruktura była na poziomie przypominającym, położony niedaleko, Stary Cmentarz Żydowski. Ogrodzenia oraz nagrobki zostały zburzone w 1945 r., według niektórych źródeł część z nich miała posłużyć do budowy barykad.
W 1967 r. rozpoczęła się likwidacja cmentarzy. W 1975 r. na uprzątniętym już terenie pocmentarnym powstał, w czynie społecznym, Park XXX-lecia PRL, który z czasem został podzielony na dwa mniejsze parki: południową część mianowano Parkiem Skowronim, natomiast północną – Parkiem Generała Władysława Andersa.
Współcześnie jeszcze gdzieniegdzie w parku można doszukać się śladów dawnego cmentarza (m.in. porozrzucane fragmenty kamieni nagrobkowych oraz dawne, metalowe ogrodzenie).

## Przyroda

### Flora
Szczególne cennymi drzewami są kasztanowce pospolite (Aesculus hippocastanum) wysadzone wzdłuż alei kasztanowcowej. W północno-zachodniej części parku rośnie także kasztanowiec czerwony (A. ×carnea). Pomiędzy dwoma placami zabaw w centralnej części parku znajduje się aleja lipowa wysadzona lipami szerokolistnymi (Tilia platyphyllos), w pobliżu których rosną graby pospolite (Carpinus betulus) oraz jeden okaz platana wschodniego (Platanus orientalis). W pozostałych częściach parku drzewostan tworzą: klony zwyczajne (Acer platanoides), robinie akacjowe (Robinia pseudoacacia), buki zwyczajne (Fagus sylvatica), brzozy brodawkowate (Betula pendula), jesiony wyniosłe (Fraxinus excelsior), wierzby płaczące (Salix × sepulcralis), sosny (Pinus sp.), jarzęby pospolite (Sorbus aucuparia), sumaki octowce (Rhus typhina), daglezje (Pseudotsuga) oraz jabłonie niskie (Malus pumila).
Wśród krzewów rosną tutaj kępy: forsycji (Forsythia sp.), jałowca pospolitego (Juniperus communis), ligustra pospolitego (Ligustrum vulgare), jaśminowca wonnego (Philadelphus coronarius), lilaka (Syringa sp.) oraz świdośliwy jajowatej (Amelanchier ovalis).

### Fauna
Na terenie parku występują wiewiórki pospolite (Sciurus vulgaris).